# Hvidhalet gnu
Den hvidhalede gnu (Connochaetes gnou) er en stor antilope, der er nært beslægtet med oksegnuen. Den kendes på sin lange hvide hestelignende hale. Pelsen er mørkebrun eller sort, og mellem forbenene og under maven findes lange sorte hår. Hoved og krop måler 170-220 cm, og vægten er 110-180 kg. Den græsser på græssletter og i Karoos halvørken, hvor den færdes i løse flokke. 

## Udbredelse
Hvidhalet gnu var engang vidt udbredt i det sydlige Afrika, men blev næsten helt udryddet i 1800-tallet på grund af et omdømme som skadedyr og på grund af værdien af dens skind og kød. Ved hjælp af dyr i fangenskab er den blevet genudsat i naturen i det meste af Lesotho, Swaziland og Sydafrika. Desuden er den genudsat uden for dens historiske udbredelsesområde i Namibia og Kenya. Der menes nu at være mere end 18.000 individer, heraf 7.000 i Namibia. Omkring 80 procent af dyrene findes i private farme, mens de sidste 20 procent findes i fredede områder.